# Estil directori

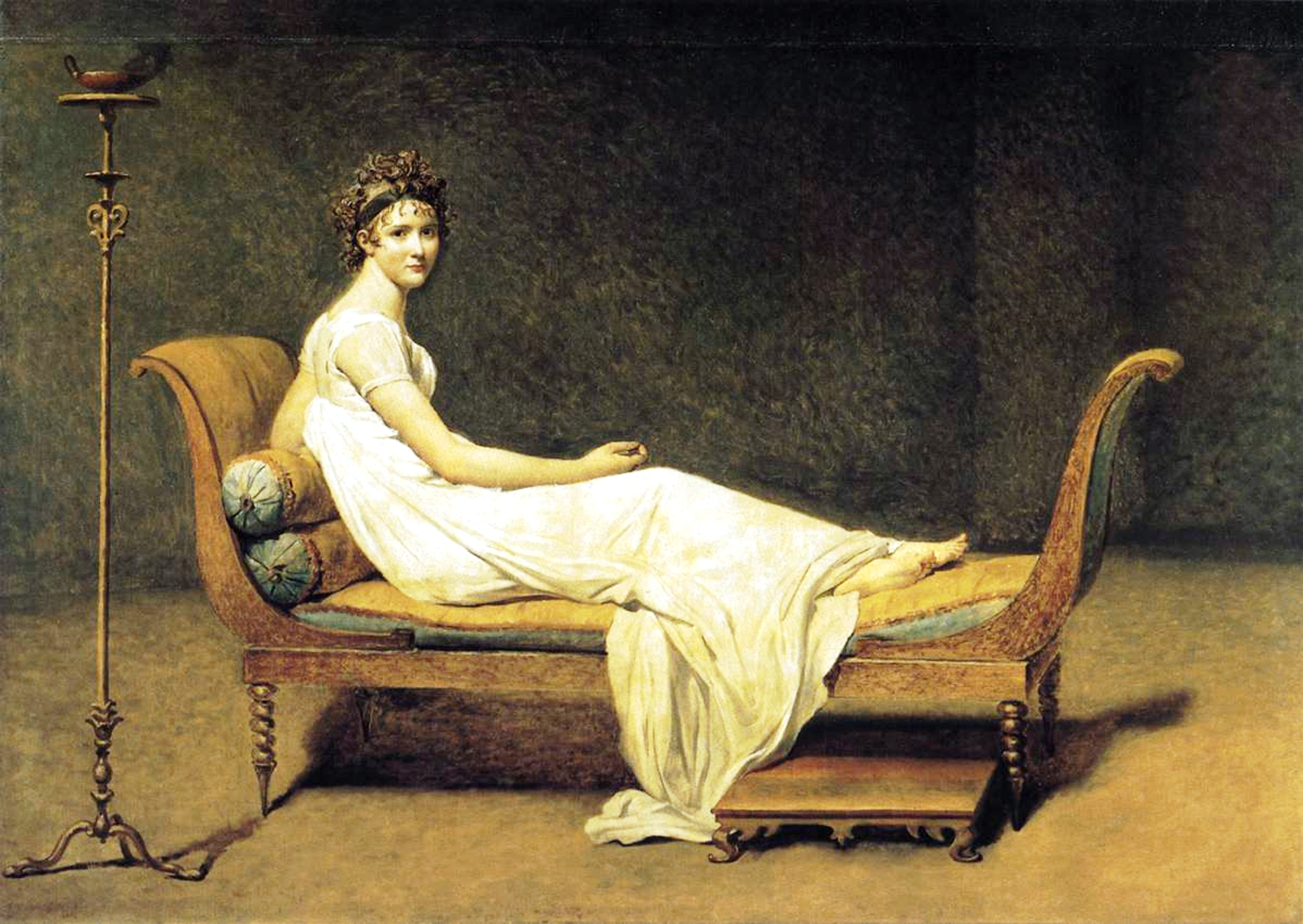
Retrat de Madame Récamier de Jacques-Louis David (Museu del Louvre)

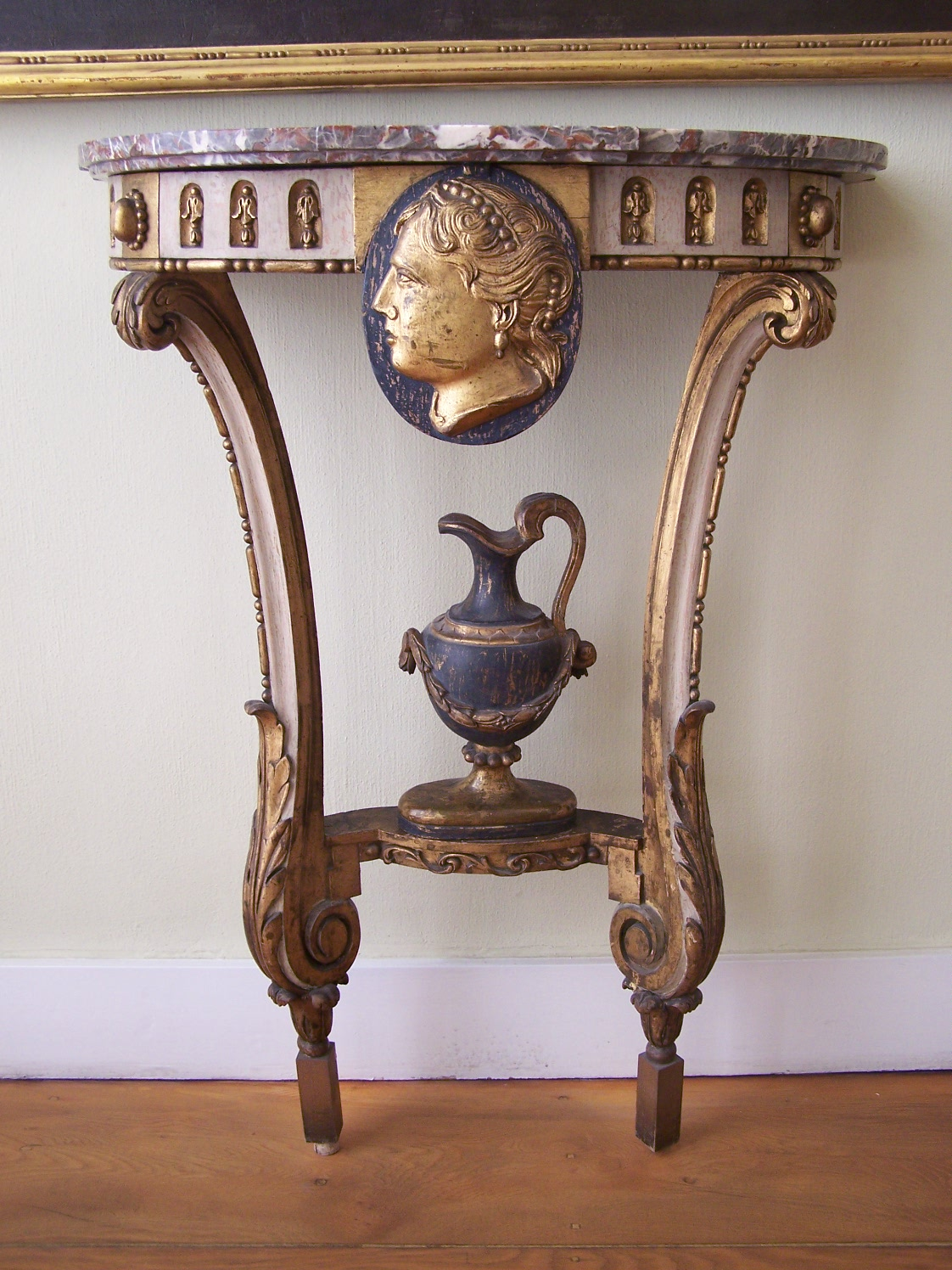
Consola d'estil directori

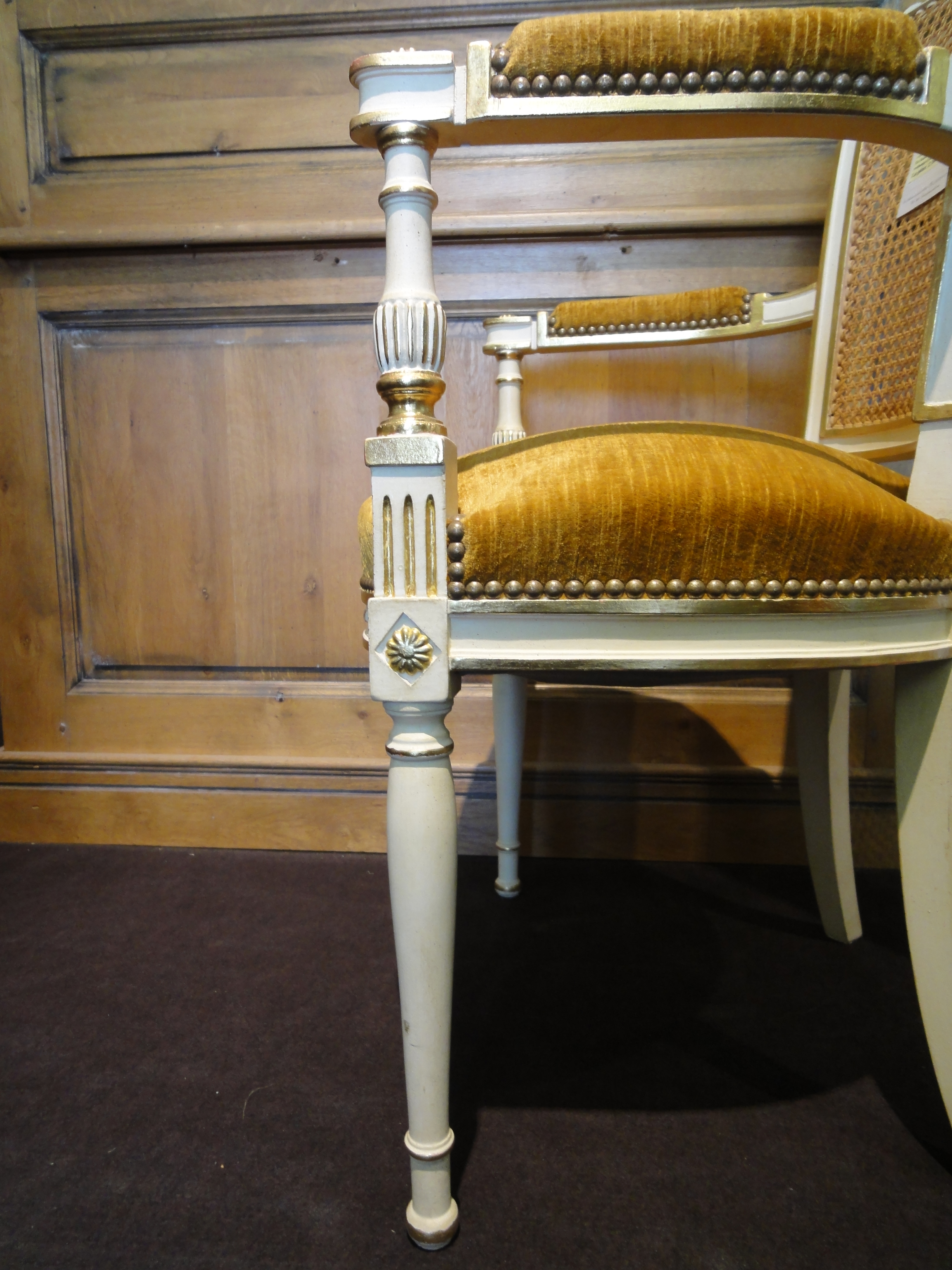
Mobiliari d'estil directori

L'estil directori fou una tendència decorativa i de disseny del neoclassicisme predominant a França entre els estils Lluís XVI i Imperi, la denominació del qual prové del Directori francès (1795-1799, el període en què França va ésser governada per un executiu de cinc directors) i que va comprendre aproximadament la dècada 1793-1804.

## Característiques
Com a terme estilístic, la paraula directori s'empra sobretot per a referir-se a les arts aplicades, com ara mobles, teixits, vestits, objectes d'orfebreria, etc., més que no pas a les belles arts. Cap interior d'aquest període no ha arribat als nostres dies, però a l'Institut d'Art de Chicago se'n conserva un model, basat en dissenys de l'època.
La decoració era més senzilla que la de l'estil Lluís XVI, ja que es va produir un abandonament gradual de la sumptuositat cortesana d'aquell període i contenia els emblemes revolucionaris i els símbols cívics, com ara el barret frigi o capell de la Llibertat, el pic de la Llibertat, els feixos que simbolitzaven la força a través de la unió, mans encaixades com a emblema de la Fraternitat, el roure com a símbol de les virtuts socials i d'altres. Els motius ornamentals de l'antiguitat també es posaren de moda i la moda grega en la manera de vestir-se i en el mobiliari es troben documentats en un famós retrat que David feu de Madame Récamier (París, Museu del Louvre, 1800). A conseqüència de la Campanya napoleònica d'Egipte i Síria de 1798-1801, el gust ornamental egipci es va imposar en aquest període. El baró Dominique Vivant Denon en va ésser l'exponent més important.
El moble que il·lustra millor aquest estil és la cadira, amb respatller de curvatura excedent, el model del qual es deu fonamentalment a Georges Jacob (l'ebenista més important d'aquest període).
Els darrers anys del període del Directori, és a dir, entre el 1799 i aproximadament el 1804, reben, de vegades, el nom d'estil Consulat.